# Provincia de Flandes Oriental
La provincia de Flandes Oriental (en neerlandés: Oost-Vlaanderen, en francés: Flandre orientale) es una de las 10 provincias de Bélgica, situada en el norte, entre las provincias de Flandes Occidental, Amberes, Brabante Flamenco y Henao. Su capital es Gante.

## Divisiones administrativas
Consta de 6 distritos o arrondissements administrativos: Aalst, Dendermonde, Eeklo, Gante, Oudenaarde y Sint-Niklaas.
| Distrito                | Capital                | Municipios | Población (2015) |
| ----------------------- | ---------------------- | ---------- | ---------------- |
| Distrito de Alost       | Alost                  | 10         | 496,969          |
| Distrito de Dendermonde | Dendermonde            | 10         | 197,806          |
| Distrito de Eeklo       | Eeklo                  | 6          | 83,517           |
| Distrito de Gante       | Gante                  | 21         | 544,959          |
| Distrito de Oudenaarde  | Oudenaarde             | 11         | 122,629          |
| Distrito de San Nicolás | San Nicolás de Flandes | 7          | 244,826          |
| Total                   |                        | 65         | 1,454,716        |

## Lascommuneso municipios de Flandes Oriental
| 1. Aalst 2. Aalter 3. Assenede 4. Berlare 5. Beveren 6. Brakel 7. Buggenhout 8. De Pinte 9. Deinze 10. Denderleeuw 11. Dendermonde 12. Destelbergen 13. Eeklo 14. Erpe-Mere 15. Evergem 16. Gavere 17. Gante 18. Geraardsbergen 19. Haaltert 20. Hamme 21. Herzele 22. Horebeke 23. Kaprijke 24. Kluisbergen 25. Knesselare 26. Kruibeke 27. Kruishoutem 28. Laarne 29. Lebbeke 30. Lede 31. Lierde 32. Lochristi 33. Lokeren | 34. Lovendegem 35. Maarkedal 36. Maldegem 37. Melle 38. Merelbeke 39. Moerbeke 40. Nazareth 41. Nevele 42. Ninove 43. Oosterzele 44. Oudenaarde 45. Ronse 46. Sint-Gillis-Waas 47. Sint-Laureins 48. Sint-Lievens-Houtem 49. Sint-Martens-Latem 50. Sint-Niklaas 51. Stekene 52. Temse 53. Waarschoot 54. Waasmunster 55. Wachtebeke 56. Wetteren 57. Wichelen 58. Wortegem-Petegem 59. Zele 60. Zelzate 61. Zingem 62. Zomergem 63. Zottegem 64. Zulte 65. Zwalm |